# Ли Гуйсянь
Ли Гуйсянь (кит. 李贵鲜, пиньинь Lǐ Guixian, палл. Ли Гуйсянь; род. в августе 1937 года, уезд Гайчжоу округа Инкоу пров. Ляонин) — китайский политик.
Член КПК с июля 1962 года, член ЦК КПК 12—16 созывов.

## Биография
По национальности хане.
С 1959 по 1960 год учился на подготовительном отделении для обучения в Советском Союзе Пекинского международного исследовательского университета и в Научно-техническом университете Китая.
Окончил Московский химико-технологический институт имени Д.И.Менделеева, где учился в 1960-65 годах по специальности  электровакуумная химическая технология на Инженерном физико-химическом факультете (ныне Институт материалов современной энергетики и нанотехнологии).
В 1960-х — 1970-х работал в Министерстве общественной безопасности, занимался исследовательской работой в области электроники.
- В 1982-85 гг. вице-губернатор провинции Ляонин[2],
- с 1983 года член посткома провинциального парткома,
- в 1985-86 гг. глава парткома провинции.
- В 1986-88 гг. глава парткома провинции Аньхой.
- В 1988—1998 гг. член Госсовета КНР.
- апрель 1988— июль 1993 — глава Народного банка Китая[6].
- В 1994—1998 гг. президент Национальной школы администрации (Пекин).

Заместитель председателя ВК НПКСК 9-10 созывов.

## Интервью изданию «Независимая газета»
В течение десятилетий развития предметом неизменно пристального внимания были и остаются следующие аспекты.
Во-первых, сохранение стабильности для создания необходимых условий социально-экономического развития. Во-вторых, развитие общественных производительных сил и повышение уровня материальной и культурной жизни. Центральной задачей нашего развития является содействие экономическому росту, ибо развитие экономики представляет собой залог благополучной жизни народа. В-третьих, совершенствование социалистической и демократической политики, содействие развитию демократии и прав человека. В-четвертых, проведение независимой мирной внешней политики и создание благоприятной внешней среды для внутреннего развития.
Мы рады отметить, что в последние годы благодаря упорным поискам российский народ постепенно сформировал подходящий к своим национальным особенностям путь развития и поставил цель модернизации для повышения мощи страны и благосостояния народа. Я уверен, что дела в России пойдут все лучше и лучше.
В международной обстановке, когда происходят крупные изменения и когда наблюдается переплетение не всегда совпадающих интересов, Китай выступает за то, чтобы наряду с собственным развитием играть позитивную роль и в обеспечении мира.
Первое – отстоять мирное сосуществование. Второе – отстоять принцип взаимной выгоды и совместного выигрыша. Третье – отстоять разнообразие цивилизаций.
Китай и Россия, глубоко обобщив исторический опыт и уроки, установили межгосударственные отношения нового типа, отличные от существовавших во время холодной войны. Мы поддерживаем ключевые интересы друг друга, уважаем модели и путь развития другой стороны, наращиваем взаимовыгодное сотрудничество во всех областях, что служит ярким образцом межгосударственных отношений.
— Ли Гуйсянь: "Я уверен, что дела в России пойдут все лучше и лучше". Независимая газета. 19 октября 2010.